# جاك ريتشاردسون (لاعب كرة قدم أسترالية)
جاك ريتشاردسون (بالإنجليزية: Jack Richardson)‏ هو لاعب كرة قدم أسترالية أسترالي، ولد في 6 ديسمبر 1906، وتوفي في 28 سبتمبر 1993.

## وصلات خارجية
- جاك ريتشاردسون على موقع AustralianFootball.com (الإنجليزية)
- جاك ريتشاردسون على موقع AFLtables.com (الإنجليزية)